# Gryts kyrka, Skåne

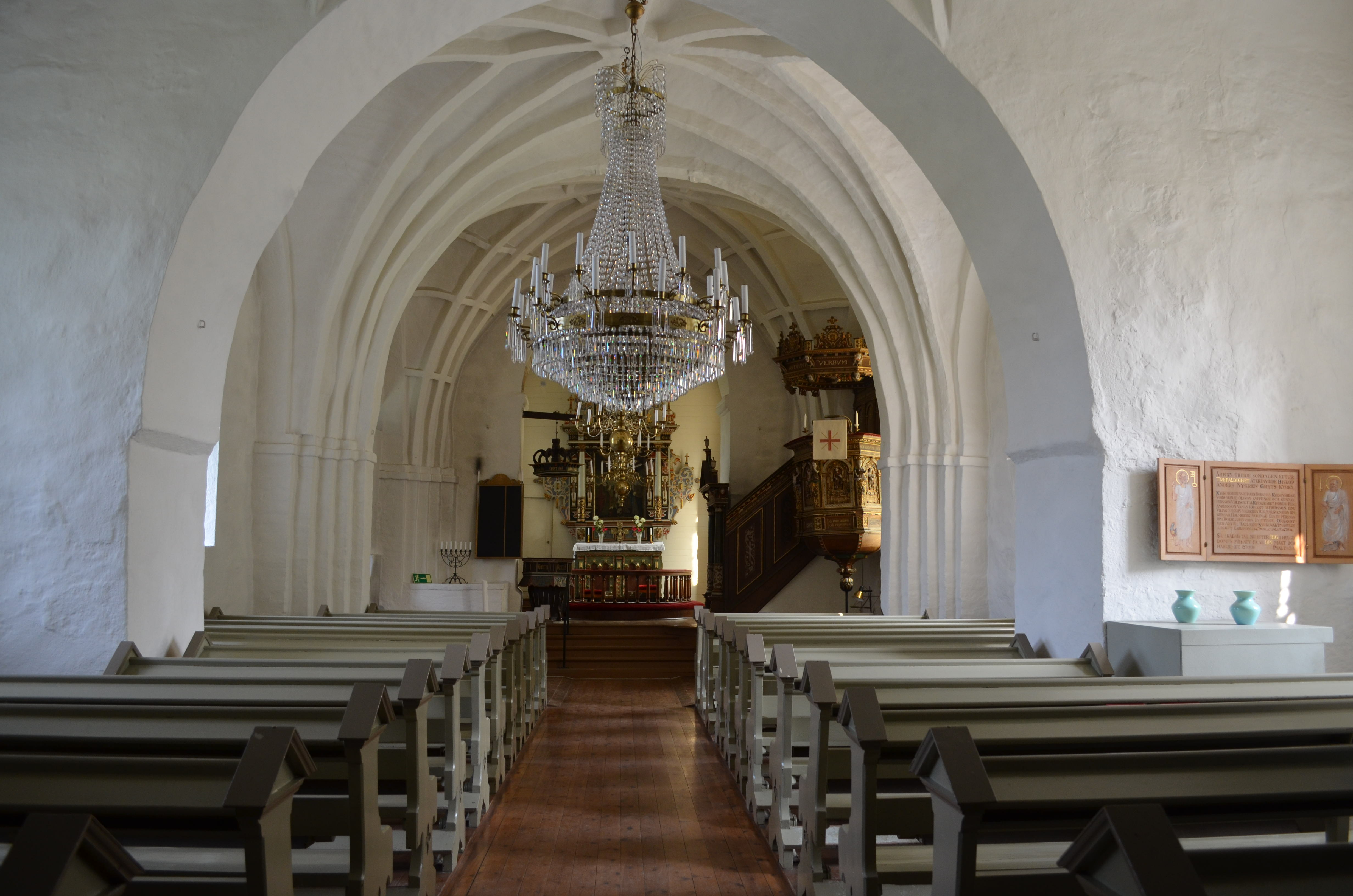
Gryts kyrksal

Gryts kyrka är en kyrkobyggnad i kyrkbyn Gryt i Östra Göinge kommun. Den tillhör Knislinge-Gryts församling i Lunds stift. 

## Kyrkobyggnad
Kyrkan uppfördes på 1100- eller 1200-talet i romansk stil och bestod ursprungligen av ett smalt, brett västtorn, långhus, kor och absid.  
Kyrkan byggdes troligen av någon lärjunge till mästarna vid byggnadshyttan som uppförde Lunds domkyrka. Gotiska stjärnvalv slogs i långhuset i mitten av 1400-talet. På sydsidan fanns tidigare ett vapenhus som troligen byggdes under 1300- eller 1400-talet. Tornet är från 1500-talet.  
Gravkapellet från 1700-talet bekostades av dåvarande ägaren till Wanås slott, Betty Jennings. Hon och fem andra familjemedlemmar är begravda under golvet.  
Vapenhuset revs 1869 och materialet användes för att bygga sockenstugan, som står strax utanför kyrkogårdsmuren och som sedan 1996 rymmer ett litet kyrkomuseum.
Kyrkogården omges av en medeltida mur med stigluckor, vilket är ovanligt idag. Kyrkan ligger intill ett järnåldersgravfält och de flata stenarna som kröner muren är delvis hämtade därifrån. 

## Inventarier
- Altaruppsatsen går i barockstil och är daterad 1636.
- Predikstolen från mitten av 1600-talet är rikt skulpterad med bilder föreställande Jesus och de fyra evangelisterna.
- I kyrkan finns två dopfuntar. Den yngre i ek är samtida med altaret. Den äldre dopfunten i sten är medeltida och återbördades till kyrkan 1959 efter att ha varit på avvägar i trehundra år.
- I tornet finns två kyrkklockor. Den stora blev omgjuten 1708 och 1762. Den lilla är gjuten i Jönköping 1801.

### Orgel
- 1837 byggde Pehr Zacharias Strand, Stockholm en orgel med 8 stämmor.
- 1932 byggde M J & H Lindegren, Göteborg en orgel med 11 stämmor.
- Den nuvarande orgeln byggdes 1982 av J. Künkels Orgelverkstad AB, Lund och är en mekanisk orgel. Orgeln är en rekonstruktion av 1837 års orgel. Fasaden och större delen av orgelpiporna är från 1837 års orgel.

| Manual       | Pedal      | Koppel  |
| Gedackt 8'   | Subbas 16´ | Man/Ped |
| Fugara 8'    |            |         |
| Principal 4' |            |         |
| Flöjt 4'     |            |         |
| Qvinta 3'    |            |         |
| Oktava 2'    |            |         |
| Trumpet 8'   |            |         |